# Mainvilliers (Loiret)
Mainvilliers – miejscowość i dawna gmina we Francji, w Regionie Centralnym, w departamencie Loiret. W 2013 roku jej populacja wynosiła 252 mieszkańców. 
W dniu 1 stycznia 2016 roku z połączenia siedmiu ówczesnych gmin – Coudray, Labrosse, Mainvilliers, Malesherbes, Manchecourt, Nangeville oraz Orveau-Bellesauve – utworzono nową gminę Le Malesherbois. Siedzibą gminy została miejscowość Malesherbes. 